# توغبري (مقاطعة تشرام)
توغبري (بالفارسية: توگبری) هي قرية تقع في قسم تشرام الريفي (مقاطعة تشرام) في إيران. يقدر عدد سكانها بـ 288 نسمة بحسب إحصاء 2016.